# Констанцо, Адольфо
Адо́льфо де Хесу́с Конста́нсо (исп. Adolfo de Jesús Constanzo; 1 ноября 1962, Майами, Флорида, США — 6 мая 1989, Мехико, Мексика) — американский серийный убийца кубинского происхождения, лидер религиозного культа, который ответственен за совершение серийных убийств на территории Мексики в городе Матаморос в конце 1980-х. Разоблачение банды Констансо вызвало общественный резонанс в США. Исключительность делу Констанцо придавали такие факты как молодой возраст лидера, а также то обстоятельство, что среди членов и последователей возглавляемого им культа были весьма образованные и респектабельные люди, в том числе сотрудники правоохранительных органов Мексики. После разоблачения СМИ прозвали организацию Адольфо Констансо бандой «Нарко-сатанистов» (исп. Los Narco-satanicos).

## Биография
Адольфо де Хесус Констансо родился 1 ноября 1962 года в Майами. Его матерью была 15-летняя кубинская иммигрантка. Вскоре биологический отец Адольфо покинул семью, и его мать перебралась в Пуэрто-Рико, где вышла замуж за другого человека. В Пуэрто-Рико Адольфо пошёл в школу и начал посещать один из приходов Римско-католической церкви, где познакомился с основами католичества. В возрасте 9 лет он при содействии своей матери увлёкся религиями народов Центральной Африки и начал изучать Сантерию.
В 1972 году семья Констансо вернулась в Майами, где поселилась в районе Coral Park Estates, населенным в основном выходцами с Кубы. Оказавшись в Майами, Адольфо начал посещать местную школу, мало времени проводил на улице и сильно отличался от сверстников чистоплотностью и опрятностью, любил порядок. После смерти отчима в 1973 году не принял нового мужа матери и его мать с ним вскоре развелась. Адольфо помогал матери воспитывать троих своих братьев. Он не был популярен в школе и имел немногих друзей. По воспоминаниям его знакомых другие дети опасались Адольфо, зная о религиозном фанатизме его матери. В 1976 году Адольфо принялся изучать ещё одну религию конголезского происхождения под названием Пало Майомбе, в основе которой лежат жертвоприношения. Образ жизни Констансо начал резко меняться, он стал больше времени проводить на улице, больше углублялся в изучение религиозных аспектов и ритуалов, со временем начал практиковать ритуалы новой для себя религии. В возрасте 14 Констанцо стал отцом, после того как его 13-летняя подружка родила ему ребенка. Вследствие этих обстоятельств его успеваемость в школе резко снизилась, что привело в итоге к тому, что после 9-го класса Адольфо бросил школу. Через год после долгих уговоров матери он вернулся в школу, которую окончил в 1981 году.
После окончания школы Констансо поступил в колледж Miami-Dade Community College, однако быстро потерял интерес к учёбе и покинул учебное заведение после первого семестра, кроме того, он дважды арестовывался во второй половине 1981 года за магазинные кражи, хотя в серьёзных преступлениях никогда до этого замечен не был. К 1983 году он окончательно уверовал в эти учения и дал клятву Kadiempembe, частью которой было создание ритуального котла под названием Nganga для собственной защиты и укрепления своих сил, для чего необходимы были постоянные жертвоприношения.
В 1983 году Констансо переезжает в Мексику. Приехав в Мехико, он останавливается в районе «красных фонарей», где использует свои знания в области магии, практикуя гадания на картах, проводя разнообразные сеансы очищения от проклятий и порчи, занимается предсказаниями и проводит ритуальные обряды для создания оберегов. Его репутация растёт, у него появляются последователи. Уже через год под влияние Констансо попадает большая группа людей, к середине 1984 года он создает вокруг себя и своего учения своеобразный культ, во главе которого и становится, его репутация обрастает мистическим ореолом. Адольфо превращается в довольно известную личность в криминальных кругах Мехико и становится опасным человеком. Первыми к услугам Адольфо обратились контрабандисты из банды Эрнандес, которая в середине 1980-х успешно торговала наркотиками. За обеспечение им мистической защиты от закона они заплатили $50 000. Постепенно Констансо сосредоточился на контрабанде наркотиков. Вскоре он сам стал большим игроком в операциях по перевозке наркотиков через границу в США, сблизился с Элио Эрнандесом и впервые оказался в городе Матаморосе, в черте которого проходит граница с США. За оказание магических услуг Констансо получает большие гонорары, становится довольно обеспеченным человеком, делает дорогие подарки своим друзьям, обзаводится парком дорогих автомобилей и пытается сам продавать наркотики. Все знавшие Адольфо в это время отзывались о нём, как только о наркотороговце, занимающимся, кроме этого, магией. По словам членов культа, в 1986 году Констанцо сумел втянуть в свой культ Флорентино Вентуру Гутьереса, знаковую фигуру в правоохранительных органах Мексики, на тот момент главу Интерпола в Мексике. По версии следствия в 1986 году именно Гутьеррес представил Констансо в качестве колдуна для оказания магической защиты преступной семье Кальсадо..

## Серия убийств
Первые убийства, совершённые Констансо, никак не были связаны с жертвоприношениями. В 1987 году исчезли семеро членов семьи Кальсадо, части трупов через несколько дней были найдены в одной из рек. Обстановка на месте исчезновения напоминала совершение религиозного ритуала. По воспоминаниям членов банды, эти убийства были всего лишь местью. В том же 1987 году Адольфо Констансо познакомился и сумел втянуть в культ 22-летнюю Сару Марию Алдрете, на тот момент студентку колледжа Texas Southmost College. Алдрете была выходцем из среднего класса и была на хорошем счету в обществе, но тем не менее была очарована магическим воздействием Адольфо и стала его любовницей, получив прозвище «Ла Мадрина». С её появлением Констансо начинает убеждать членов культа в том, что для усиления защиты от закона необходимы человеческие жертвоприношения. В начале 1988 года банда начинает осуществлять замысел Констансо . Настоящее количество жертв банды до сих пор неизвестно.
Первыми известными жертвами Констансо были Гектор де ла Флуенте и Мойсес Кастильо, мелкие наркоторговцы, которые давно подозревались полицией в торговле наркотическими веществами. Примерно в это же время Констансо переезжает на ранчо «Санта Елена» в сельской местности Матамороса, сделав ранчо своей штаб-квартирой. На территории «Санта Елены» будут совершены по крайней мере 13 жестоких убийств. Жертвоприношения совершались примерно раз в месяц, всю операцию по похищению и доставки очередной жертвы лидер культа взвалил на своих подчиненных. Констансо не интересовали личности жертв, их возраст, социальный статус. Среди его жертв преобладали знакомые членов культа. В июле 1988 года он убил трансвестита. За нарушение дисциплины Адольфо жестоко карал своих последователей, так в августе 1988 года за воровство он показательно казнил бывшего полицейского и члена культа Хорхе Валенте. 14 февраля 1989 года Констанцо совершил тройное убийство, убив и обезглавив троих наркоторговцев. В конце февраля 1989 были убиты ещё два человека, в том числе 14-летний Хосе Гарсия, племянник одного из членов культа.
В марте Констансо потребовал привести ему новую жертву. Удача сопутствовала банде до 14 марта 1989 года, пока к Адольфо Констанцо не привели 21-летнего Марка Килроя.

## Разоблачение
21-летний Марк Килрой, студент Техасского университета в Остине, вместе с друзьями приехал на каникулы в Матаморос, чтобы развлечься и отдохнуть. 14 марта 1989 года он был похищен всего в 70 метрах от границы США. В его похищении принимали участие четверо членов культа Констансо. Похищенного перевезли на ранчо «Санта Елена», где в тот же день примерно через 12 часов после похищения Адольфо Констансо зарубил и обезглавил парня с помощью мачете. Друзья Килроя сообщили полиции, что последний раз они видели Марка разговаривающим с человеком испанской внешности. Через несколько дней в Матаморос приехали родители парня и развернули масштабную деятельность по его поиску. В течение нескольких последующих недель они расклеили более 20 000 листовок в долине Рио-Гранде и предложили денежное вознаграждение за информацию об их сыне. При содействии консула США в Матаморосе, а также губернатора штата Техас, сюжет о Марке Килроя был показан по телевидению. В результате Матаморос и события, происходившие в нём в марте 1989 года приобрели национальную известность.
В апреле 1989 года американское правительство при содействии властей Мексики организовало крупнейшую в истории операцию по пресечению незаконного оборота наркотиков вдоль границы между двумя странами. В начале апреля при проведении обычной проверки был арестован за хранение наркотиков 22-летний Серафин Эрнандес. В ходе допроса выяснилось, что семья Эрнандеса владеет ранчо «Санта Елена». В надежде найти склад наркотических веществ 11 апреля 1989 года Серафин под конвоем был доставлен на территорию ранчо. Обыск территории ранчо обернулся сенсацией, кроме обнаружения около 30 килограммов марихуаны, было обнаружено множество предметов, применяемых в совершении ритуальных обрядов, многочисленные следы крови, а также железный котел именуемый Nganga, внутри которого были обнаружены кости, останки животных, кровь, человеческие волосы и мозг. Кроме этого, были найдены предполагаемые орудия убийства — окровавленные мачете и молоток. Эрнандес не стал запираться и начал давать показания, указав места захоронения жертв и раскрыв имена лидера культа и его ближайших сподвижников. Также Эрнандес признался в похищении Марка Килроя и рассказал детали его убийства и убийств других жертв. В братской могиле были найдены 13 изувеченных тел. Ещё два тела были захоронены отдельно от остальных. Констансо, Сара Олдрете и ещё несколько человек были объявлены в розыск, но услышав новости об обнаружении тел на ранчо, Адольфо сумел вылететь в Мехико и скрыться.

## Смерть
Поиски преступников интенсивно продолжались несколько недель, полиция проводила обыски пустующих зданий, а также развернула деятельность в кварталах, где проживали в основном представители разных конфессий, совершающие религиозные обряды. В конце апреля в полицию поступила информация о том, что в одном из районов, расположенных на южной окраине города, в супермаркете был замечен молодой мужчина, который пытался расплатиться за большое количество продуктов долларами США. В течение последующей недели, в ходе полицейского наблюдения, подозрительный покупатель был опознан как Карлос Де Леон, один из сподвижников Констанцо. Установив местонахождение преступника, 6 мая 1989 года Констанцо и его сообщники были обнаружены и окружены
. Адольфо Констанцо не пожелал сдаться и завязал перестрелку с полицией. Оказавшись в окружении, Констанцо в отчаянии начал из окна выбрасывать пачки денег в попытке хоть как-то отвлечь внимание полицейских. Не видя выхода из сложившейся ситуации, он отдал приказ Альваро Де Леону, одному из членов своего культа, застрелить его и его ближайшего сподвижника 25-летнего Мартина Родригеса. После чего Де Леон расстрелял обоих. Оставшиеся в живых члены культа через несколько минут сдались полиции и рассказали подробности последних минут жизни Адольфо Констанцо. Тела Констанцо и Родригеса были найдены в туалете квартиры.
Де Леон и ряд других обвиняемых вскоре начали давать показания и раскрывать связи Адольфо Констанцо с представителями правоохранительных органов, на основании этих показаний был арестован федеральный агент по борьбе с наркотиками Сальвадор Аларкон, который признал факт сотрудничества с Адольфо Констанцо и заявил, что ему было известно о жертвоприношениях с 1988 года. Сара Олдрете отрицала свое участие в культе и отрицала свое участие в обрядах жертвоприношениях. И выражала раскаяние, но под давлением доказательств вскоре стала давать показания.
После ареста полиция Мексики заявила, что, несмотря на то, что убийцам удалось инкриминировать всего 15 убийств, Констанцо причастен к более чем 60 случаям исчезновений людей, произошедших в 1988—1989 годах в округе города Матаморос, судьба которых осталась неизвестной.. Впоследствии все оставшиеся члены культа были приговорены к длительным срокам заключения, Сара Мария Олдрете была приговорена к 67 годам заключения с правом подать ходатайство на условно-досрочное освобождение через 25 лет.

## В массовой культуре
История жизни Адольфо Констанцо и события в Матаморосе конца 1980-х стали объектом исследований для ряда авторов. После смерти Констансо были выпущены несколько книг о биографии преступника. Помимо документальных фильмов, посвященных деятельности культа, в 2007 году был снят художественный фильм За гранью страха, основанный на преступлениях Адольфо Констансо и членов возглавляемого им культа.